# Intolerable Acts
Nevzdržna dejanja ali Intolerable Acts, včasih imenovana Prisilna dejanja, so bila serija petih kazenskih zakonov, ki jih je leta 1774 po bostonski čajanki sprejel britanski parlament. Zakoni so bili namenjeni kolektivnemu kaznovanju kolonistov v provinci Massachusetts Bay za dejanja tistih, ki so protestirali proti zakonu o čaju, davčnemu ukrepu, ki ga je parlament sprejel maja 1773, z odmetavanjem čaja v bostonsko pristanišče. V Veliki Britaniji so ti zakoni bili imenovani Prisilna dejanj (Coercive Acts). Mnogi kolonisti v Massachusettsu so jih imeli za "praktično vojno napoved" britanske vlade. Bili so ključni dogodek, ki je privedel do izbruha ameriške revolucionarne vojne aprila 1775.
Parlament je v začetku leta 1774 sprejel štiri zakone kot neposreden odgovor na Bostonsko čajanko 16. decembra 1773: Zakone o bostonskem pristanišču, Vladi Massachusettsa, Nepristranskem upravljanju pravosodja in Zakone o četrtinskem upravljanju. Zakoni so Massachusettsu odvzeli samoupravo in pravice, ki jih je užival od svoje ustanovitve, kar je sprožilo ogorčenje in negodovanje v trinajstih kolonijah.
Britanski parlament je upal, da bodo ti kazenski ukrepi s tem, ko bodo Massachusetts postavili za primer, obrnili trend kolonialnega odpora do parlamentarne oblasti, ki se je začel z Zakonom o sladkorju iz leta 1764 (Sugar Act 1764). Peti zakon, Zakon o Quebecu, je razširil meje takratne province Quebec zlasti proti jugozahodu v Ohio Country in druge bodoče srednjezahodne države,ter uvedel reforme, ki so bile na splošno ugodne za [frankofonske katoliške prebivalce regije. Čeprav ni bil povezan z ostalimi štirimi zakoni, je bil sprejet v istem zakonodajnem zasedanju in so ga kolonisti imeli za enega od nevzdržnih zakonov. Patrioti so zakone imeli za samovoljno kršitev pravic Massachusettsa in septembra 1774 so organizirali prvi kontinentalni kongres, da bi uskladili protest. Ko so se napetosti stopnjevale, je aprila 1775 izbruhnila revolucionarna vojna, ki je julija 1776 privedla do razglasitve neodvisnih Združenih držav Amerike.